# 吉南贛寧道
吉南贛寧道，清朝设置的道，属于江西省。
康熙九年（1670年）设分巡赣南道，驻赣州府，下辖赣州府、南安府。雍正九年（1731年），增吉安府，改为分巡吉南贛道，又作南贛道。乾隆十三年（1748年）为吉南贛道，按察使司副使衔。乾隆二十年（1755年），增宁都直隶州，改称分巡吉南贛寧道。乾隆二十三年（1758年），兼水利衔，乾隆三十三年（1768年），增兵备衔，称分巡吉南贛寧兼管水利兵备道。民国改为赣南道。